# Mia Magma
Mia Julia, également appelée Mia Miya ou Mia Magma, de son vrai nom Mia Julia Brückner (née le 9 décembre 1986 à Munich), est une chanteuse et actrice de films pornographiques allemande.

## Biographie

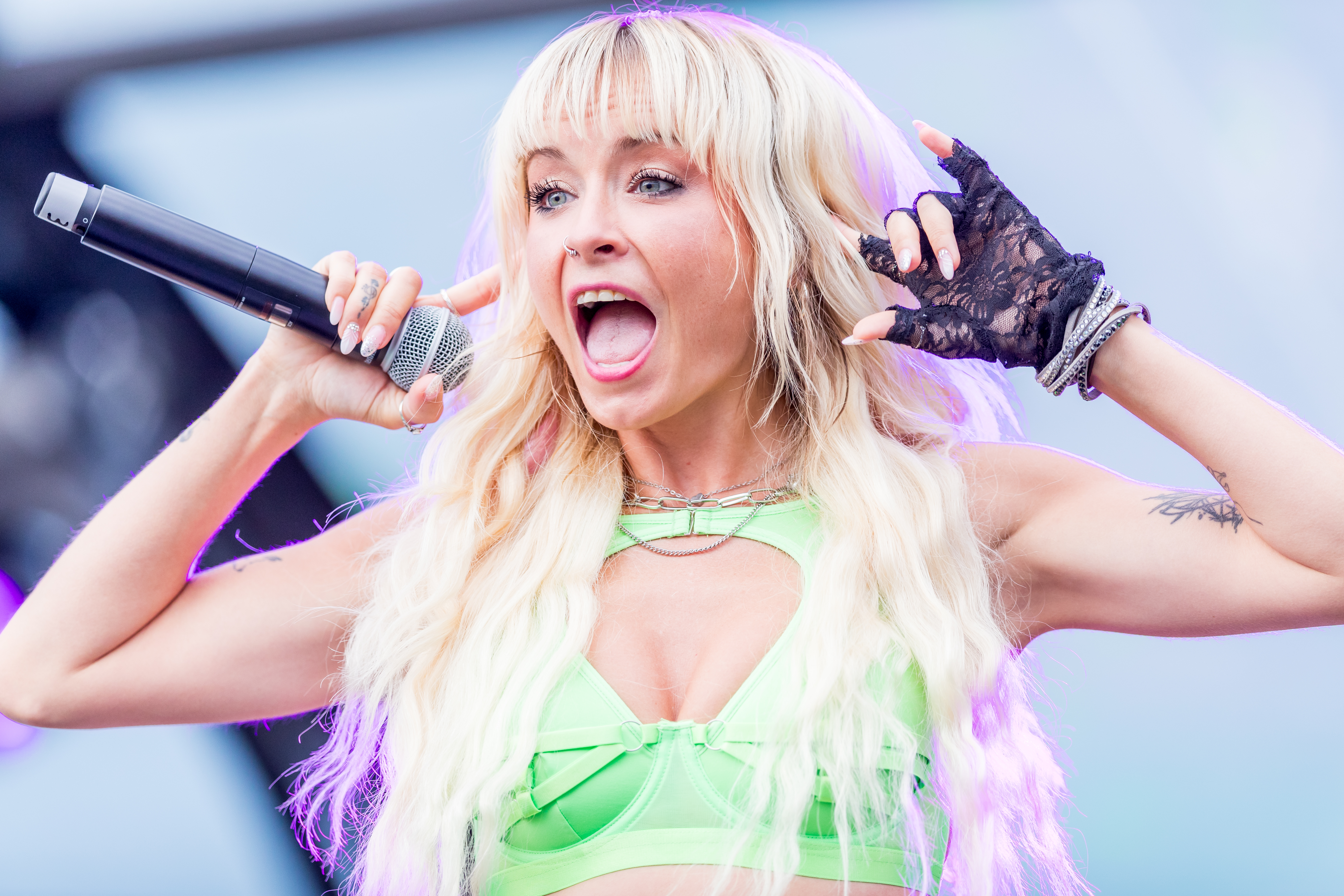
Mia Julia en 2023

Mia Julia Bruckner suit une formation de coiffeuse et exerce ce métier. En 2009, elle tient un bar avec Peter Bruckner qu'elle épouse la même année, sur le lac de Starnberg. Dans un club échangiste, elle entre en contact avec l'actrice Wanita Tan et commence à tourner dans des films début 2010. Au printemps, elle signe un contrat en tant qu'actrice exclusive avec Magmafilm et prend le nom de Mia Magma. Le film Das Sennenlutschi lui permet de gagner le prix de Best German Newcomer 2010 aux Eroticline Awards. Elle apparaît dans un reportage de FrauTV, magazine diffusée sur WDR. Un vote de Bild la nomme meilleure nouvelle star du porno en Allemagne avec Lena Nitro. Elle participe à Eppert sucht den Pornostar sur ZDFneo.
Elle continue d'apparaître dans les magazines et les émissions de télévision. Elle tourne dans un clip de K.I.Z. À l'automne 2012, elle annonce arrêter sa carrière d'actrice pornographique et se consacre à une carrière de chanteuse sous le nom de Mia Miya. En 2013, elle chante du schlager comme Mia Julia. En février et mars 2013, on la voit sur RTL II. Après le numéro d'octobre-novembre 2012, elle pose de nouveau pour l'édition allemande de Penthouse de décembre 2013-janvier 2014. Du 13 au 26 août 2014, elle prend part à Promi Big Brother. En 2015, elle participe avec Melanie Müller et Micaela Schäfer pour Belantis. Elle est de nouveau dans Penthouse en octobre-novembre 2015. En 2015, elle est avec Micaela Schäfer la tête d'affiche du salon érotique Venus Berlin. Elle revient l'année suivante en compagnie de Micaela Schäfer, Sarah Joelle Jahnel et Lexy Roxx.

## Filmographie
- 2010 : Analsex For Lovers
- 2010 : Das Sennenlutschi
- 2010 : Der ultimative Blowjob
- 2010 : Moli trifft … 2
- 2010 : Pure Lust
- 2011 : Das Tagebuch der Mia Magma
- 2011 : White Dreams – Beautiful Desires
- 2011 : White Dreams – Girls like us
- 2011 : White Dreams – Sweet Surrender
- 2011 : Mia Magma’s Sex-Blog
- 2011 : Mia’s Traumfick
- 2012 : Sexy Surferinnen – Girlfriends on Tour
- 2012 : Mia’s Traumurlaub auf Mallorca
- 2012 : Sexy Snow Bunnies – Girlfriends on Tour 2
- 2012 : Sexy Skipperinnen – Girlfriends on Tour 3
- 2020: Xpervo Mia Julia Sloppy Blowjob
- 2020: Superprivatx Behind the Scenes X
- 2020: Superprivate Mia Julia Anal
- 2021: Superprivate X Mia Julia on Her Limit

## Récompenses
- 2010 : Eroticline Awards : Best German Newcomer
- 2011 : Erotic Lounge Awards : Meilleure actrice
- 2016 : Ballermann-Award

## Discographie
Album
- 2015 : Frech, Laut, Sexy!

Singles
- 2012 : Der Berg kommt
- 2013 : Oh Baby (version allemande de Heaven Is a Place on Earth)
- 2014 : Hey Mr. DJ
- 2014 : Auf die Liebe
- 2014 : Wir retten die Welt
- 2014 : Scheiss auf Schickimicki – Stefan Stürmer & Mia Julia
- 2015 : Mallorca (da bin ich daheim) – feat. DJ Mico
- 2015 : Danke
- 2015 : Nackt is geil
- 2016 : Schnaxeln (Das Duett) – Lorenz Büffel & Mia Julia
- 2016 : In den Bergen (Da bin ich daheim) – feat. DJ Mico
- 2016 : Wir sind Mallorca – Mia Julia & Ikke Hüftgold
- 2016 : Wir sind der Ballermann – Mia Julia & Ikke Hüftgold
- 2016 : Wir sind der Bierkönig – Mia Julia & Ikke Hüftgold
- 2016 : Wir sind die Geilsten